# 宮城県道191号鹿又広渕線
宮城県道191号鹿又広渕線（みやぎけんどう191ごう かのまたひろぶちせん）は、宮城県石巻市鹿又と石巻市広渕とを結ぶ一般県道である。
2019年3月29日に宮城県道191号鹿又停車場広淵線と宮城県道231号鹿又停車場線を統合する形で新しく鹿又広渕線として路線認定された。

## 路線概要
- 実延長：6733.3 m
- 起点：宮城県石巻市鹿又
- 終点：宮城県石巻市広渕

## 通過する自治体
- 宮城県
  - 石巻市

## 接続する道路
- 国道45号
- 宮城県道257号河南登米線